# Berat megye településeinek listája
Berat megye településeinek listája az albániai Berat megye 5 városának és 248 falujának magyar betűrend szerinti felsorolása a 2015 óta érvényben lévő települési szerepkör, valamint a községi és alközségi beosztás megjelölésével.
A névalakokhoz
Az adatok között az albán névszóragozás sajátosságainak megfelelően a határozatlan és a határozott névalak egyaránt szerepel (pl. Berat / Berati). Ahol a határozatlan és a határozott alak megegyezik, az egyszerűség kedvéért a név önmagában áll (pl. Banaj, és nem Banaj / Banaj). Miután Albániában nem rendezik törvényi szinten a települések pontos névalakját, és egységes szempontok szerint összeállított helységnévtár sem áll rendelkezésre, az albán településnevek egy részének írásmódja erősen ingadozó. Ezért az esetleges párhuzamos névváltozatok is feltűnnek a táblázatban. Az elsődleges névalakok forrása a 2015 júniusában érvénybe lépett 115/2014. számú közigazgatási törvény szövege, valamint az albán Központi Választási Bizottság honlapján megtalálható 2003-as települési adatbázis. Sok esetben már e két forrásban is eltér a településnevek írásmódja, így az elfogadottabbnak számító névalak megnyugtató megállapításához mérvadó albán hírportálok, a Koha Jonë és a Shekulli adatbázisát is felhasználtuk.

## Települések
| Név (határozatlan / határozott)       | Névváltozat(ok)             | Jogállás | Szerepkör (2015 óta)                          | Megye | Község (2015 óta) | Alközség (2015 óta) |
| ------------------------------------- | --------------------------- | -------- | --------------------------------------------- | ----- | ----------------- | ------------------- |
| Berat / Berati                        |                             | város    | megyeszékhely, községközpont, alközségközpont | Berat | Berat             | Berat               |
| Çorovodë / Çorovoda                   |                             | város    | községközpont, alközségközpont                | Berat | Skrapar           | Çorovoda            |
| Kuçovë / Kuçova                       | Qytet Stalin                | város    | községközpont, alközségközpont                | Berat | Kuçova            | Kuçova              |
| Poliçan / Poliçani                    |                             | város    | községközpont, alközségközpont                | Berat | Poliçan           | Poliçan             |
| Urë Vajgurore / Ura Vajgurore         | Uravajgurore                | város    | községközpont, alközségközpont                | Berat | Ura Vajgurore     | Ura Vajgurore       |
| Bogovë / Bogova                       |                             | falu     | alközségközpont                               | Berat | Skrapar           | Bogova              |
| Çepan / Çepani                        |                             | falu     | alközségközpont                               | Berat | Skrapar           | Çepan               |
| Cukalat / Cukalati                    |                             | falu     | alközségközpont                               | Berat | Ura Vajgurore     | Cukalat             |
| Gjerbës / Gjerbësi                    |                             | falu     | alközségközpont                               | Berat | Skrapar           | Gjerbës             |
| Kozarë / Kozara                       | Kozare                      | falu     | alközségközpont                               | Berat | Kuçova            | Kozara              |
| Kutalli / Kutallia                    |                             | falu     | alközségközpont                               | Berat | Ura Vajgurore     | Kutallia            |
| Leshnjë / Leshnja                     |                             | falu     | alközségközpont                               | Berat | Skrapar           | Leshnja             |
| Lumas / Lumasi                        |                             | falu     | alközségközpont                               | Berat | Kuçova            | Lumas               |
| Munushtir / Munushtiri                |                             | falu     | alközségközpont                               | Berat | Skrapar           | Qendra (Skrapar)    |
| Otllak / Otllaku                      |                             | falu     | alközségközpont                               | Berat | Berat             | Otllak              |
| Perondi / Perondia                    |                             | falu     | alközségközpont                               | Berat | Kuçova            | Perondia            |
| Poshnjë / Poshnja                     | Poshnje                     | falu     | alközségközpont                               | Berat | Ura Vajgurore     | Poshnja             |
| Potom / Potomi                        |                             | falu     | alközségközpont                               | Berat | Skrapar           | Potom               |
| Roshnik / Roshniku                    | Roshnik Qendër              | falu     | alközségközpont                               | Berat | Berat             | Roshnik             |
| Sinjë / Sinja                         |                             | falu     | alközségközpont                               | Berat | Berat             | Sinja               |
| Tërpan / Tërpani                      |                             | falu     | alközségközpont                               | Berat | Poliçan           | Tërpan              |
| Velabisht / Velabishti                |                             | falu     | alközségközpont                               | Berat | Berat             | Velabisht           |
| Vëndreshë e Madhe / Vëndresha e Madhe |                             | falu     | alközségközpont                               | Berat | Skrapar           | Vëndresha           |
| Vërtop / Vërtopi                      |                             | falu     | alközségközpont                               | Berat | Poliçan           | Vërtop              |
| Zhepë / Zhepa                         |                             | falu     | alközségközpont                               | Berat | Skrapar           | Zhepa               |
| Agim / Agimi                          |                             | falu     |                                               | Berat | Ura Vajgurore     | Poshnja             |
| Allambrez / Allambrezi                | Allambres                   | falu     |                                               | Berat | Ura Vajgurore     | Cukalat             |
| Arrëzë / Arrëza                       |                             | falu     |                                               | Berat | Ura Vajgurore     | Poshnja             |
| Backë / Backa                         |                             | falu     |                                               | Berat | Skrapar           | Potom               |
| Balibardhë / Balibardha               |                             | falu     |                                               | Berat | Berat             | Otllak              |
| Banaj                                 |                             | falu     |                                               | Berat | Ura Vajgurore     | Poshnja             |
| Barç / Barçi                          | Barç i Poshtëm              | falu     |                                               | Berat | Skrapar           | Gjerbës             |
| Barç-Mal / Barç-Mali                  | Barç i Sipërm               | falu     |                                               | Berat | Skrapar           | Gjerbës             |
| Bardhaj                               |                             | falu     |                                               | Berat | Kuçova            | Lumas               |
| Bardhaj i Ri                          |                             | falu     |                                               | Berat | Berat             | Velabisht           |
| Bargullas / Bargullasi                |                             | falu     |                                               | Berat | Skrapar           | Bogova              |
| Belesovë / Belesova                   |                             | falu     |                                               | Berat | Kuçova            | Lumas               |
| Bërsakë / Bërsaka                     |                             | falu     |                                               | Berat | Skrapar           | Leshnja             |
| Bilçë / Bilça                         | Bilca                       | falu     |                                               | Berat | Berat             | Velabisht           |
| Bistrovicë / Bistrovica               | Bistrova                    | falu     |                                               | Berat | Ura Vajgurore     | Ura Vajgurore       |
| Blezënckë / Blezëncka                 | Blezenca                    | falu     |                                               | Berat | Skrapar           | Çepan               |
| Bogdan i Poshtëm / Bogdani i Poshtëm  |                             | falu     |                                               | Berat | Berat             | Roshnik             |
| Bogdan i Sipërm / Bogdani i Sipërm    |                             | falu     |                                               | Berat | Berat             | Roshnik             |
| Bregas / Bregasi                      |                             | falu     |                                               | Berat | Poliçan           | Vërtop              |
| Buranj / Buranji                      |                             | falu     |                                               | Berat | Skrapar           | Zhepa               |
| Buzuq / Buzuqi                        |                             | falu     |                                               | Berat | Skrapar           | Qendra (Skrapar)    |
| Çerenisht / Çerenishti                | Cerenishta                  | falu     |                                               | Berat | Skrapar           | Qendra (Skrapar)    |
| Cerovë / Cerova                       |                             | falu     |                                               | Berat | Skrapar           | Qendra (Skrapar)    |
| Cerricë / Cerrica                     | Cerica                      | falu     |                                               | Berat | Skrapar           | Zhepa               |
| Çetë / Çeta                           | Ceta                        | falu     |                                               | Berat | Ura Vajgurore     | Cukalat             |
| Çiflik / Çifliku                      |                             | falu     |                                               | Berat | Ura Vajgurore     | Poshnja             |
| Çorrogjaf / Çorrogjafi                | Çorogjaf                    | falu     |                                               | Berat | Poliçan           | Tërpan              |
| Çorrotat / Çorrotati                  |                             | falu     |                                               | Berat | Skrapar           | Zhepa               |
| Dardhë / Dardha                       |                             | falu     |                                               | Berat | Berat             | Roshnik             |
| Demollarë / Demollara                 |                             | falu     |                                               | Berat | Kuçova            | Kozara              |
| Dhorës / Dhorësi                      |                             | falu     |                                               | Berat | Skrapar           | Qendra (Skrapar)    |
| Dobrenj / Dobrenji                    |                             | falu     |                                               | Berat | Skrapar           | Zhepa               |
| Dobrushë / Dobrusha                   | Dobruzha                    | falu     |                                               | Berat | Skrapar           | Bogova              |
| Dodovec / Dodoveci                    |                             | falu     |                                               | Berat | Poliçan           | Tërpan              |
| Donofrosë / Donofrosa                 |                             | falu     |                                               | Berat | Ura Vajgurore     | Cukalat             |
| Drenovë / Drenova                     |                             | falu     |                                               | Berat | Poliçan           | Vërtop              |
| Drenovicë / Drenovica                 |                             | falu     |                                               | Berat | Ura Vajgurore     | Kutallia            |
| Drizë / Driza                         |                             | falu     |                                               | Berat | Kuçova            | Kozara              |
| Drobonik / Droboniku                  |                             | falu     |                                               | Berat | Berat             | Velabisht           |
| Duhanas / Duhanasi                    |                             | falu     |                                               | Berat | Berat             | Velabisht           |
| Dunckë / Duncka                       |                             | falu     |                                               | Berat | Skrapar           | Zhepa               |
| Dushnik / Dushniku                    | Dyshnik                     | falu     |                                               | Berat | Berat             | Otllak              |
| Dyrmish / Dyrmishi                    |                             | falu     |                                               | Berat | Skrapar           | Potom               |
| Faqekuq / Faqekuqi                    |                             | falu     |                                               | Berat | Skrapar           | Leshnja             |
| Ferras-Kozarë / Ferras-Kozara         | Feras Kozara, Ferras Kozare | falu     |                                               | Berat | Kuçova            | Kozara              |
| Fier-Mimar / Fier-Mimari              | Fier Mimara                 | falu     |                                               | Berat | Kuçova            | Kozara              |
| Floq / Floqi                          | Floq-Rehova                 | falu     |                                               | Berat | Skrapar           | Gjerbës             |
| Frashër / Frashëri                    |                             | falu     |                                               | Berat | Kuçova            | Kozara              |
| Fushë-Peshtan / Fushë-Peshtani        |                             | falu     |                                               | Berat | Poliçan           | Vërtop              |
| Gajdë / Gajda                         | Gajde                       | falu     |                                               | Berat | Ura Vajgurore     | Poshnja             |
| Galinë / Galina                       |                             | falu     |                                               | Berat | Berat             | Sinja               |
| Gegë / Gega                           |                             | falu     |                                               | Berat | Kuçova            | Kozara              |
| Gërmenj / Gërmenji                    |                             | falu     |                                               | Berat | Skrapar           | Potom               |
| Gjergjovë / Gjergjova                 |                             | falu     |                                               | Berat | Skrapar           | Potom               |
| Gjeroven / Gjeroveni                  | Gjoroven                    | falu     |                                               | Berat | Berat             | Velabisht           |
| Gjogovicë / Gjogovica                 |                             | falu     |                                               | Berat | Skrapar           | Gjerbës             |
| Goraj                                 |                             | falu     |                                               | Berat | Kuçova            | Perondia            |
| Goriçan / Goriçani                    | Goriçan Qendër              | falu     |                                               | Berat | Ura Vajgurore     | Kutallia            |
| Goriçan-Çlirim / Goriçan-Çlirimi      | Çlirim                      | falu     |                                               | Berat | Ura Vajgurore     | Kutallia            |
| Gostenckë / Gostencka                 | Gostëncka                   | falu     |                                               | Berat | Skrapar           | Leshnja             |
| Gradec / Gradeci                      |                             | falu     |                                               | Berat | Skrapar           | Gjerbës             |
| Gradec / Gradeci                      |                             | falu     |                                               | Berat | Skrapar           | Qendra (Skrapar)    |
| Gremsh / Gremshi                      | Grëmsh                      | falu     |                                               | Berat | Skrapar           | Gjerbës             |
| Grepckë / Grepcka                     |                             | falu     |                                               | Berat | Skrapar           | Qendra (Skrapar)    |
| Grevë / Greva                         |                             | falu     |                                               | Berat | Skrapar           | Zhepa               |
| Gurazezë / Gurazeza                   | Gurazez                     | falu     |                                               | Berat | Skrapar           | Zhepa               |
| Gur i Bardhë / Guri i Bardhë          |                             | falu     |                                               | Berat | Ura Vajgurore     | Ura Vajgurore       |
| Havaleas / Havaleasi                  | Havalehas                   | falu     |                                               | Berat | Kuçova            | Kozara              |
| Helmës / Helmësi                      |                             | falu     |                                               | Berat | Skrapar           | Potom               |
| Hingë / Hinga                         | Hinka                       | falu     |                                               | Berat | Ura Vajgurore     | Poshnja             |
| Ibro                                  | Ibrollara                   | falu     |                                               | Berat | Skrapar           | Vëndresha           |
| Jaupas                                |                             | falu     |                                               | Berat | Skrapar           | Bogova              |
| Kakos / Kakosi                        | Kakoz                       | falu     |                                               | Berat | Skrapar           | Çepan               |
| Kakrukë / Kakruka                     |                             | falu     |                                               | Berat | Skrapar           | Bogova              |
| Kalanjas / Kalanjasi                  |                             | falu     |                                               | Berat | Skrapar           | Qendra (Skrapar)    |
| Kamçisht / Kamçishti                  |                             | falu     |                                               | Berat | Berat             | Sinja               |
| Kapinovë / Kapinova                   |                             | falu     |                                               | Berat | Poliçan           | Vërtop              |
| Kapinovë / Kapinova                   |                             | falu     |                                               | Berat | Skrapar           | Leshnja             |
| Karkanjoz / Karkanjozi                |                             | falu     |                                               | Berat | Berat             | Roshnik             |
| Katundas / Katundasi                  |                             | falu     |                                               | Berat | Kuçova            | Lumas               |
| Kodras / Kodrasi                      |                             | falu     |                                               | Berat | Berat             | Velabisht           |
| Konisbaltë / Konisbalta               |                             | falu     |                                               | Berat | Ura Vajgurore     | Ura Vajgurore       |
| Koprenckë / Koprencka                 | Koprëncka                   | falu     |                                               | Berat | Skrapar           | Potom               |
| Koritë / Korita                       |                             | falu     |                                               | Berat | Skrapar           | Qendra (Skrapar)    |
| Koritëz / Koritëza                    |                             | falu     |                                               | Berat | Kuçova            | Lumas               |
| Kostren i Madh / Kostreni i Madh      |                             | falu     |                                               | Berat | Berat             | Roshnik             |
| Kostren i Vogël / Kostreni i Vogël    |                             | falu     |                                               | Berat | Berat             | Roshnik             |
| Kovaçan / Kovaçani                    | Kovaçanj                    | falu     |                                               | Berat | Skrapar           | Zhepa               |
| Krastë / Krasta                       |                             | falu     |                                               | Berat | Skrapar           | Leshnja             |
| Krekëz / Krekëza                      |                             | falu     |                                               | Berat | Kuçova            | Lumas               |
| Krotinë / Krotina                     |                             | falu     |                                               | Berat | Ura Vajgurore     | Cukalat             |
| Krushovë / Krushova                   |                             | falu     |                                               | Berat | Skrapar           | Leshnja             |
| Kuç / Kuçi                            |                             | falu     |                                               | Berat | Skrapar           | Gjerbës             |
| Kuç / Kuçi                            |                             | falu     |                                               | Berat | Ura Vajgurore     | Poshnja             |
| Kumarak / Kumaraku                    |                             | falu     |                                               | Berat | Ura Vajgurore     | Kutallia            |
| Lapardha 1 / Lapardhaja 1             |                             | falu     |                                               | Berat | Berat             | Otllak              |
| Lapardha 2 / Lapardhaja 2             |                             | falu     |                                               | Berat | Berat             | Otllak              |
| Lavdar / Lavdari                      |                             | falu     |                                               | Berat | Skrapar           | Vëndresha           |
| Leskovë / Leskova                     |                             | falu     |                                               | Berat | Skrapar           | Zhepa               |
| Levan / Levani                        |                             | falu     |                                               | Berat | Berat             | Sinja               |
| Liqeth / Liqethi                      |                             | falu     |                                               | Berat | Skrapar           | Qendra (Skrapar)    |
| Luadh / Luadhi                        |                             | falu     |                                               | Berat | Skrapar           | Zhepa               |
| Lugas / Lugasi                        |                             | falu     |                                               | Berat | Poliçan           | Tërpan              |
| Luzaj                                 |                             | falu     |                                               | Berat | Kuçova            | Lumas               |
| Lybeshë / Lybesha                     | Lybesh                      | falu     |                                               | Berat | Poliçan           | Vërtop              |
| Magjatë / Magjata                     | Magjat, Maj Gjata           | falu     |                                               | Berat | Kuçova            | Perondia            |
| Malas-Breg / Malas-Bregu              | Malas Bregas                | falu     |                                               | Berat | Ura Vajgurore     | Kutallia            |
| Malas-Gropë / Malas-Gropa             |                             | falu     |                                               | Berat | Ura Vajgurore     | Poshnja             |
| Malinat / Malinati                    |                             | falu     |                                               | Berat | Berat             | Velabisht           |
| Malind / Malindi                      |                             | falu     |                                               | Berat | Skrapar           | Çepan               |
| Mbjeshovë / Mbjeshova                 |                             | falu     |                                               | Berat | Berat             | Sinja               |
| Mbolan / Mbolani                      |                             | falu     |                                               | Berat | Berat             | Sinja               |
| Mbrakull / Mbrakulli                  | Mbrakulla                   | falu     |                                               | Berat | Poliçan           | Vërtop              |
| Mbreshtan / Mbreshtani                |                             | falu     |                                               | Berat | Berat             | Sinja               |
| Melckë / Melcka                       | Melska                      | falu     |                                               | Berat | Skrapar           | Potom               |
| Melovë / Melova                       | Mëlova                      | falu     |                                               | Berat | Skrapar           | Gjerbës             |
| Mëndrak / Mëndraku                    | Mendrak, Mendraka           | falu     |                                               | Berat | Kuçova            | Lumas               |
| Mimias / Mimiasi                      |                             | falu     |                                               | Berat | Berat             | Roshnik             |
| Molisht / Molishti                    |                             | falu     |                                               | Berat | Berat             | Sinja               |
| Mollas / Mollasi                      |                             | falu     |                                               | Berat | Skrapar           | Qendra (Skrapar)    |
| Moravë / Morava                       |                             | falu     |                                               | Berat | Berat             | Otllak              |
| Muzhak / Muzhaku                      | Muzhaka                     | falu     |                                               | Berat | Skrapar           | Çepan               |
| Muzhënckë / Muzhëncka                 | Muzhencka                   | falu     |                                               | Berat | Skrapar           | Çepan               |
| Nikollarë / Nikollara                 |                             | falu     |                                               | Berat | Skrapar           | Potom               |
| Nishicë / Nishica                     |                             | falu     |                                               | Berat | Skrapar           | Qendra (Skrapar)    |
| Nishovë / Nishova                     |                             | falu     |                                               | Berat | Skrapar           | Bogova              |
| Novaj                                 | Nova                        | falu     |                                               | Berat | Skrapar           | Bogova              |
| Orizaj                                |                             | falu     |                                               | Berat | Berat             | Otllak              |
| Orizaj                                | Arizaj                      | falu     |                                               | Berat | Skrapar           | Qendra (Skrapar)    |
| Osmënzezë 1 / Osmënzeza 1             |                             | falu     |                                               | Berat | Berat             | Sinja               |
| Osmënzezë 2 / Osmënzeza 2             | Osmënzeza e Re              | falu     |                                               | Berat | Berat             | Sinja               |
| Osojë / Osoja                         |                             | falu     |                                               | Berat | Skrapar           | Qendra (Skrapar)    |
| Paftal / Paftali                      |                             | falu     |                                               | Berat | Berat             | Sinja               |
| Palikësht / Palikështi                | Palikesht                   | falu     |                                               | Berat | Berat             | Velabisht           |
| Panarit / Panariti                    |                             | falu     |                                               | Berat | Poliçan           | Tërpan              |
| Paraspuar / Paraspuari                |                             | falu     |                                               | Berat | Poliçan           | Tërpan              |
| Pashalli / Pashallia                  |                             | falu     |                                               | Berat | Ura Vajgurore     | Ura Vajgurore       |
| Pashtraj / Pashtraji                  |                             | falu     |                                               | Berat | Kuçova            | Lumas               |
| Pëllumbas / Pëllumbasi                |                             | falu     |                                               | Berat | Kuçova            | Lumas               |
| Perisnak / Perisnaku                  |                             | falu     |                                               | Berat | Berat             | Roshnik             |
| Përparim / Përparimi                  |                             | falu     |                                               | Berat | Skrapar           | Bogova              |
| Peshtan / Peshtani                    |                             | falu     |                                               | Berat | Poliçan           | Vërtop              |
| Plashnik i Madh / Plashniku i Madh    |                             | falu     |                                               | Berat | Poliçan           | Tërpan              |
| Plashnik i Vogël / Plashniku i Vogël  |                             | falu     |                                               | Berat | Berat             | Sinja               |
| Pobrat / Pobrati                      |                             | falu     |                                               | Berat | Ura Vajgurore     | Kutallia            |
| Polenë / Polena                       | Polen                       | falu     |                                               | Berat | Skrapar           | Qendra (Skrapar)    |
| Polizhan / Polizhani                  |                             | falu     |                                               | Berat | Ura Vajgurore     | Poshnja             |
| Polovinë / Polovina                   |                             | falu     |                                               | Berat | Kuçova            | Perondia            |
| Posten / Posteni                      |                             | falu     |                                               | Berat | Skrapar           | Zhepa               |
| Prishtë / Prishta                     |                             | falu     |                                               | Berat | Skrapar           | Çepan               |
| Protoduar / Protoduari                |                             | falu     |                                               | Berat | Ura Vajgurore     | Kutallia            |
| Qafë / Qafa                           |                             | falu     |                                               | Berat | Skrapar           | Potom               |
| Qafë-Dardhë / Qafë-Dardha             |                             | falu     |                                               | Berat | Berat             | Roshnik             |
| Qereshnik / Qereshniku                |                             | falu     |                                               | Berat | Berat             | Otllak              |
| Qeshibes / Qeshibesi                  | Qeshibec                    | falu     |                                               | Berat | Skrapar           | Çepan               |
| Rabjak / Rabjaku                      |                             | falu     |                                               | Berat | Berat             | Roshnik             |
| Radesh / Radeshi                      | Radësh                      | falu     |                                               | Berat | Skrapar           | Qendra (Skrapar)    |
| Rehovë / Rehova                       |                             | falu     |                                               | Berat | Poliçan           | Tërpan              |
| Rehovë / Rehova                       |                             | falu     |                                               | Berat | Skrapar           | Gjerbës             |
| Rehovicë / Rehovica                   |                             | falu     |                                               | Berat | Skrapar           | Qendra (Skrapar)    |
| Remanicë / Remanica                   |                             | falu     |                                               | Berat | Berat             | Velabisht           |
| Rërëz / Rërëza                        |                             | falu     |                                               | Berat | Ura Vajgurore     | Kutallia            |
| Rog / Rogu                            |                             | falu     |                                               | Berat | Skrapar           | Çepan               |
| Roshnik i Vogël / Roshniku i Vogël    |                             | falu     |                                               | Berat | Berat             | Roshnik             |
| Rreth-Tapi / Rreth-Tapia              |                             | falu     |                                               | Berat | Kuçova            | Perondia            |
| Rromas / Rromasi                      |                             | falu     |                                               | Berat | Skrapar           | Zhepa               |
| Sadovicë / Sadovica                   |                             | falu     |                                               | Berat | Berat             | Sinja               |
| Salcë-Kozarë / Salcë-Kozara           | Salcë Kozare, Salc Kozara   | falu     |                                               | Berat | Kuçova            | Kozara              |
| Samaticë / Samatica                   |                             | falu     |                                               | Berat | Ura Vajgurore     | Kutallia            |
| Selan / Selani                        |                             | falu     |                                               | Berat | Skrapar           | Bogova              |
| Sevran i Madh / Sevrani i Madh        |                             | falu     |                                               | Berat | Skrapar           | Çepan               |
| Sevran i Vogël / Sevrani i Vogël      |                             | falu     |                                               | Berat | Skrapar           | Çepan               |
| Sharovë / Sharova                     |                             | falu     |                                               | Berat | Skrapar           | Qendra (Skrapar)    |
| Sheq / Sheqi                          |                             | falu     |                                               | Berat | Ura Vajgurore     | Poshnja             |
| Sheqëz / Sheqëza                      | Sheqës                      | falu     |                                               | Berat | Kuçova            | Lumas               |
| Shpatanj / Shpatanji                  |                             | falu     |                                               | Berat | Skrapar           | Zhepa               |
| Skrevan / Skrevani                    |                             | falu     |                                               | Berat | Ura Vajgurore     | Ura Vajgurore       |
| Slanicë / Slanica                     |                             | falu     |                                               | Berat | Ura Vajgurore     | Cukalat             |
| Slatinjë / Slatinja                   |                             | falu     |                                               | Berat | Skrapar           | Qendra (Skrapar)    |
| Spatharë / Spathara                   | Spathar                     | falu     |                                               | Berat | Skrapar           | Vëndresha           |
| Sqepur / Sqepuri                      |                             | falu     |                                               | Berat | Ura Vajgurore     | Kutallia            |
| Staraveckë / Staravecka               |                             | falu     |                                               | Berat | Skrapar           | Potom               |
| Starovë / Starova                     |                             | falu     |                                               | Berat | Berat             | Velabisht           |
| Strafickë / Straficka                 |                             | falu     |                                               | Berat | Skrapar           | Gjerbës             |
| Strenec / Streneci                    |                             | falu     |                                               | Berat | Skrapar           | Çepan               |
| Strorë / Strora                       | Stror                       | falu     |                                               | Berat | Skrapar           | Qendra (Skrapar)    |
| Syzez / Syzezi                        |                             | falu     |                                               | Berat | Ura Vajgurore     | Poshnja             |
| Tapi / Tapia                          |                             | falu     |                                               | Berat | Kuçova            | Perondia            |
| Teman / Temani                        |                             | falu     |                                               | Berat | Poliçan           | Tërpan              |
| Terrovë / Terrova                     | Tërrova                     | falu     |                                               | Berat | Skrapar           | Zhepa               |
| Therepel / Therepeli                  |                             | falu     |                                               | Berat | Skrapar           | Vëndresha           |
| Tomorr / Tomorri                      | Tomor, Tomorr i Madh        | falu     |                                               | Berat | Poliçan           | Vërtop              |
| Tomorr i Vogël / Tomorri i Vogël      | Tomor i Vogël               | falu     |                                               | Berat | Poliçan           | Vërtop              |
| Tozhar / Tozhari                      |                             | falu     |                                               | Berat | Poliçan           | Tërpan              |
| Trebël / Trebla                       |                             | falu     |                                               | Berat | Skrapar           | Zhepa               |
| Turbohovë / Turbohova                 |                             | falu     |                                               | Berat | Skrapar           | Leshnja             |
| Ujanik / Ujaniku                      |                             | falu     |                                               | Berat | Skrapar           | Gjerbës             |
| Ullinjas / Ullinjasi                  |                             | falu     |                                               | Berat | Berat             | Otllak              |
| Valë / Vala                           |                             | falu     |                                               | Berat | Skrapar           | Vëndresha           |
| Velagosht / Velagoshti                |                             | falu     |                                               | Berat | Kuçova            | Perondia            |
| Velçan / Velçani                      |                             | falu     |                                               | Berat | Berat             | Sinja               |
| Veleshnje                             | Veleshnja                   | falu     |                                               | Berat | Berat             | Velabisht           |
| Veleshnjë / Veleshnja                 |                             | falu     |                                               | Berat | Skrapar           | Qendra (Skrapar)    |
| Vëndreshë e Malit / Vëndresha e Malit | Vëndresha Mal               | falu     |                                               | Berat | Skrapar           | Vëndresha           |
| Vëndreshë e Vogël / Vëndresha e Vogël |                             | falu     |                                               | Berat | Skrapar           | Vëndresha           |
| Vërzhezhë / Vërzhezha                 |                             | falu     |                                               | Berat | Skrapar           | Qendra (Skrapar)    |
| Veseshtë / Veseshta                   |                             | falu     |                                               | Berat | Skrapar           | Qendra (Skrapar)    |
| Veterrik / Veterriku                  | Veterik                     | falu     |                                               | Berat | Berat             | Velabisht           |
| Vishanj / Vishanji                    |                             | falu     |                                               | Berat | Skrapar           | Gjerbës             |
| Visockë / Visocka                     | Visoça                      | falu     |                                               | Berat | Skrapar           | Potom               |
| Vlashuk / Vlashuku                    |                             | falu     |                                               | Berat | Kuçova            | Kozara              |
| Vlushë / Vlusha                       | Velusha                     | falu     |                                               | Berat | Skrapar           | Leshnja             |
| Vodëz / Vodëza                        |                             | falu     |                                               | Berat | Kuçova            | Lumas               |
| Vodëz e Sipërme / Vodëza e Sipërme    |                             | falu     |                                               | Berat | Berat             | Otllak              |
| Vodicë / Vodica                       |                             | falu     |                                               | Berat | Poliçan           | Vërtop              |
| Vojnik / Vojniku                      |                             | falu     |                                               | Berat | Berat             | Roshnik             |
| Vokopolë / Vokopola                   |                             | falu     |                                               | Berat | Poliçan           | Tërpan              |
| Vokopolë / Vokopola                   |                             | falu     |                                               | Berat | Ura Vajgurore     | Ura Vajgurore       |
| Zabërzan / Zabërzani                  | Zaberzan                    | falu     |                                               | Berat | Skrapar           | Çepan               |
| Zabërzan i Ri / Zabërzani i Ri        | Zaberzan i Ri               | falu     |                                               | Berat | Skrapar           | Çepan               |
| Zaloshnjë / Zaloshnja                 |                             | falu     |                                               | Berat | Skrapar           | Gjerbës             |
| Zdravë / Zdrava                       |                             | falu     |                                               | Berat | Kuçova            | Kozara              |
| Zelevizhdë / Zelevizhda               | Zelevishda                  | falu     |                                               | Berat | Kuçova            | Lumas               |
| Zgërbonjë / Zgërbonja                 |                             | falu     |                                               | Berat | Poliçan           | Vërtop              |
| Zhapokikë / Zhapokika                 |                             | falu     |                                               | Berat | Poliçan           | Tërpan              |
| Zhitom i Madh / Zhitomi i Madh        |                             | falu     |                                               | Berat | Poliçan           | Tërpan              |
| Zhitom i Vogël / Zhitomi i Vogël      |                             | falu     |                                               | Berat | Poliçan           | Tërpan              |
| Zogas / Zogasi                        | Zogaz                       | falu     |                                               | Berat | Skrapar           | Qendra (Skrapar)    |